# Ferizaj
Ferizaj (szerbül: Урошевац, Uroševac) város és közigazgatási egység Koszovó Ferizaji kerületében. A terület a fővárostól Pristinától délnyugatra fekszik, a Prizren felé vezető út mentén. Az OSCE és Az ENSZ Menekültügyi Főbiztossága szerint a közigazgatási egységben megközelítőleg 108 610 fő él. A közigazgatási egység 43 falut foglal magába. A vidék főleg mezőgazdasági művelés alatt áll.

## Történelem
A település 1873-ig kis falu volt, majd a Thesszaloniki–Belgrád-vasútvonal megépültével dinamikus fejlődésnek indult. A város török neve egy az 1870-es évek előtti szállodatulajdonosról, Feriz Shashivariról kapta nevét, bár a szerbek és a bosnyákok is Feriz falujának hívják, míg az albánok Ferizajnak nevezik. A város bolgár neve Ferizovics vagy Ferizovo. Manapság a francia állomás szóból kiindulva török nyelven a város neve: "Tasjan".

## Mecset és ortodox templom
Az 1891-ben épült Mulla Veseli-nagymecset (albánul: Xhamia e Madhë Mulla Veselit në Ferizaj) és az ortodox Szent Uroš-székesegyház Ferizaj központjában találhatóak, egymás tőszomszédságában. Ez a vallási tolerancia jelképe az albán muszlimok és a szerb ortodox hívők közt. A mecset megsemmisült a második világháború alatt, de újjáépítették. 1999-ben a koszovói háború idején egyik épület sem sérült meg. 2004 márciusában, a koszovói zavargások idején a templomot megtámadták. Mivel a két egyház épületei csak elvétve épültek egymás közelében, ezért számos turista fotózkodik itt.

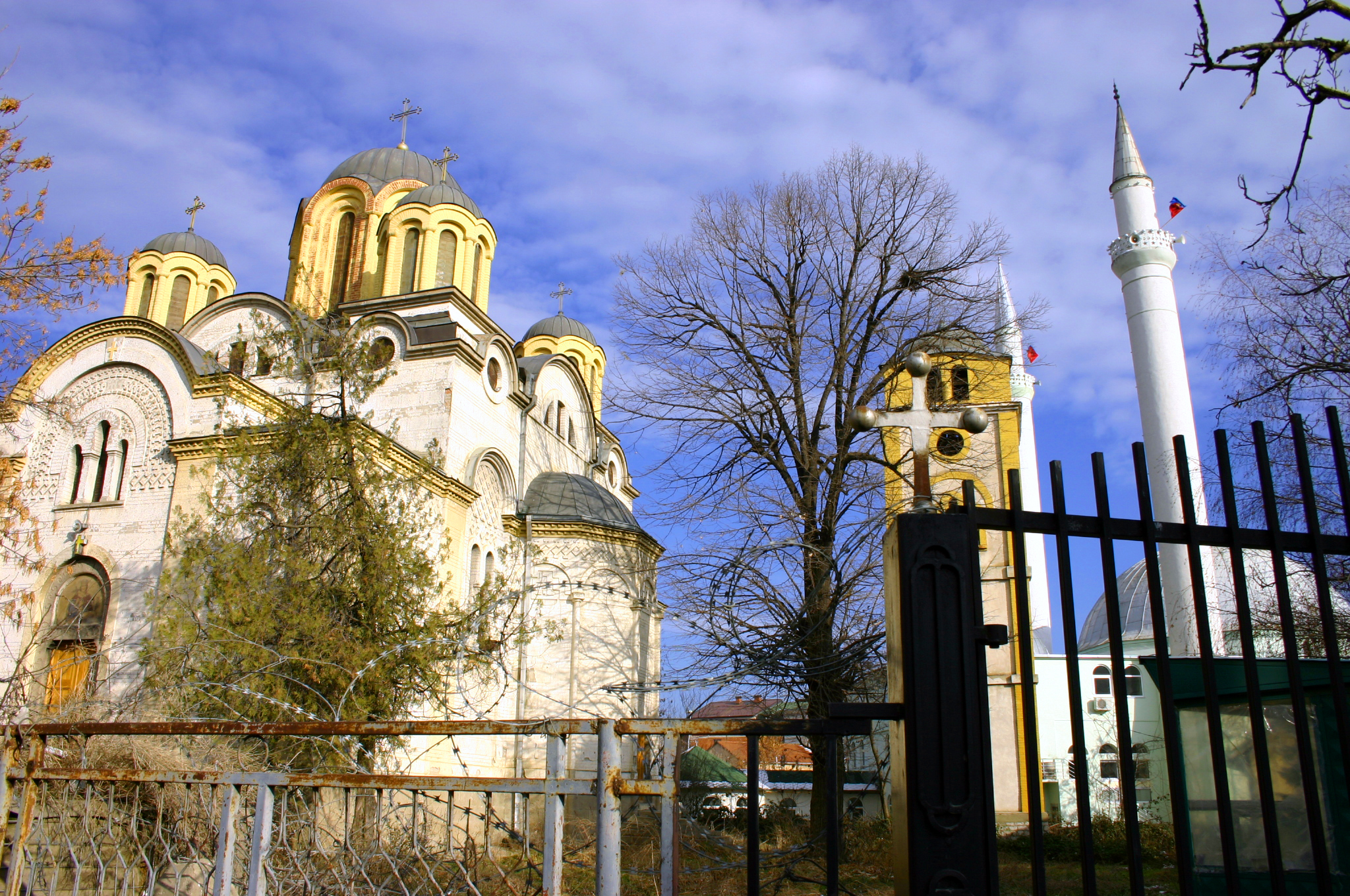
A mecset és a templom egymás tőszomszédságában épült

## Népesség
A mintegy 108 610 fős népességből közel 100 000 fő koszovói albán származású a város igazgatásának becslései alapján. 2003-ban a városban 139 800-an éltek.
| Etnikai összetétel |         |      |         |     |                |     |                  |     |           |  |  |  |  |
| Év/Népesség        | Albánok | %    | Szerbek | %   | Ashkalik/Romák | %   | Gorani/Bosnyákok | %   | Összesen: |  |  |  |  |
| 1991 census *      | 81,737  | 85.9 | 8,191   | 8.6 | 2,081          | 2.2 |                  |     | 95,156    |  |  |  |  |
| October 1999       | 92,267  | 95.1 | 26      | 0.0 | 4,700          | 4.8 |                  |     | 96,967    |  |  |  |  |
| Current est.       | 160,000 | 98.4 | 147     | 0.1 | 3,594          | 1.3 | 248              | 0.2 | 163,842   |  |  |  |  |
| May 2011           | 104,000 | 96.5 | 26      | 0.0 | 3,000          | 3.2 |                  |     | 108,690   |  |  |  |  |
|                    |         |      |         |     |                |     |                  |     |           |  |  |  |  |

## Híres emberek
- Arsim Abazi, futballista
- Lucjan Avgustini, főpap
- Genc Iseni, futballista
- Shtjefën Kurti, pap
- Shefqet Pllana, etnográfus
- Ljuba Tadić, színész

## Galéria

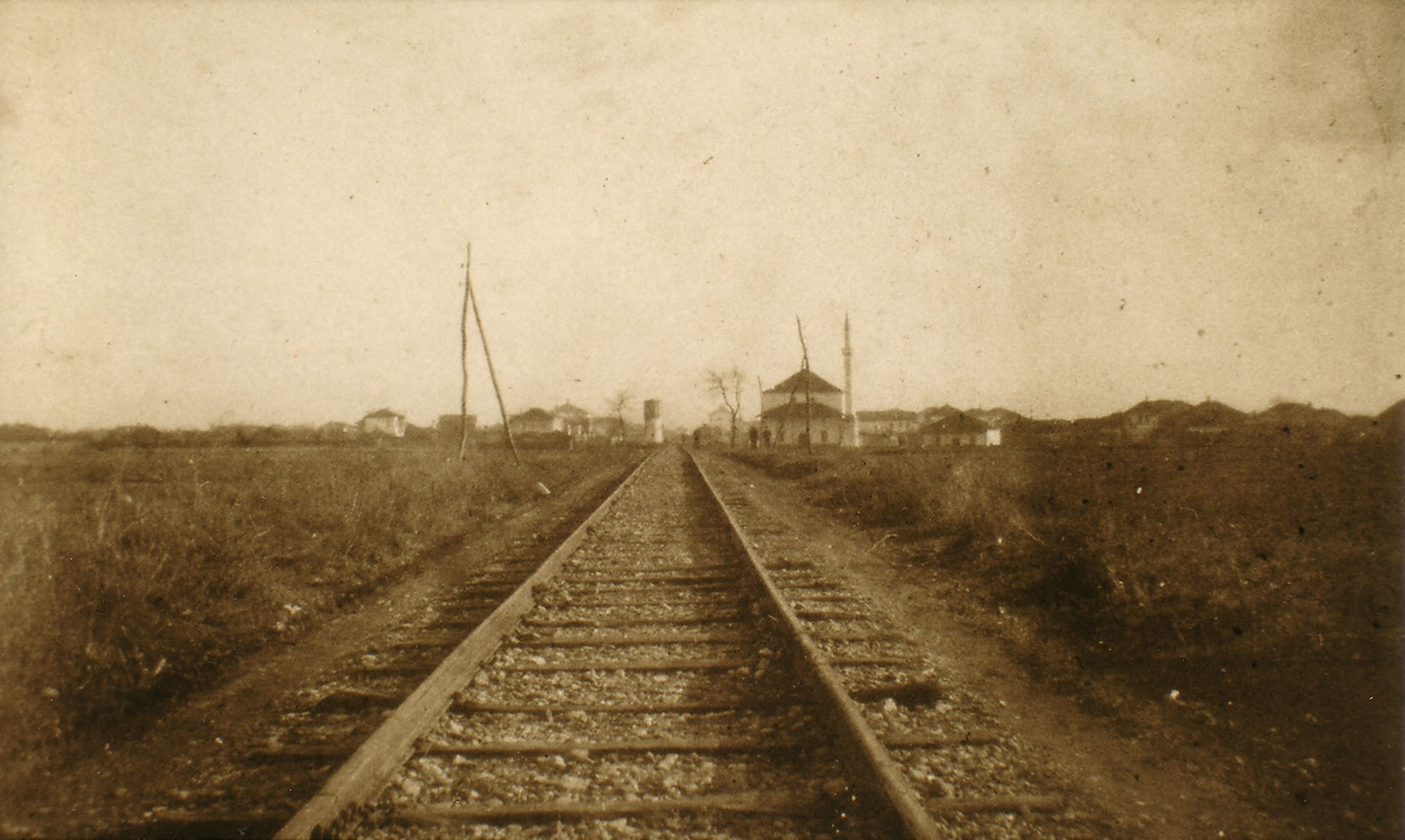
Ferizaj vasútvonala 1903-ban.
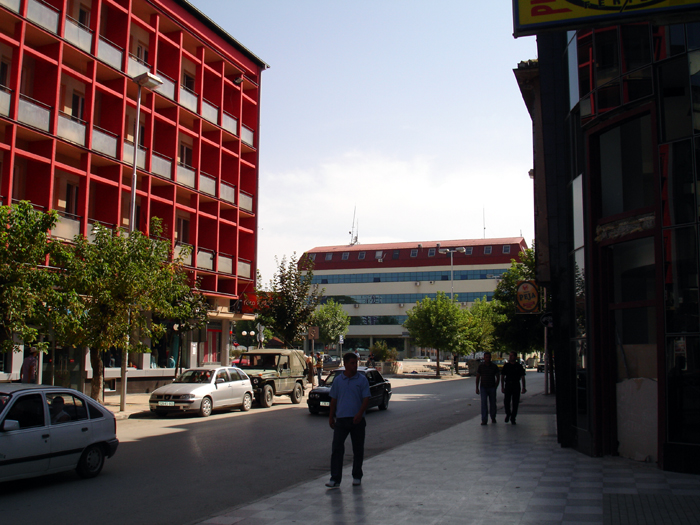
Ferizaj
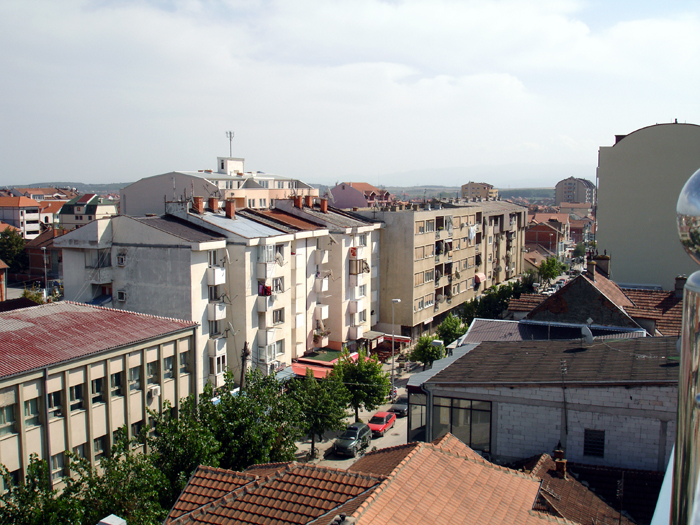
A Dëshmorët e Kombit utca
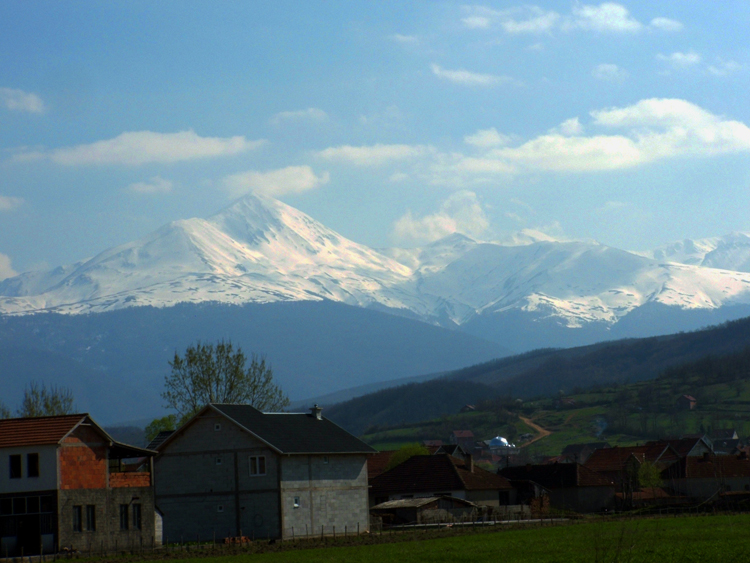
A Ljuboten hegycsúcs
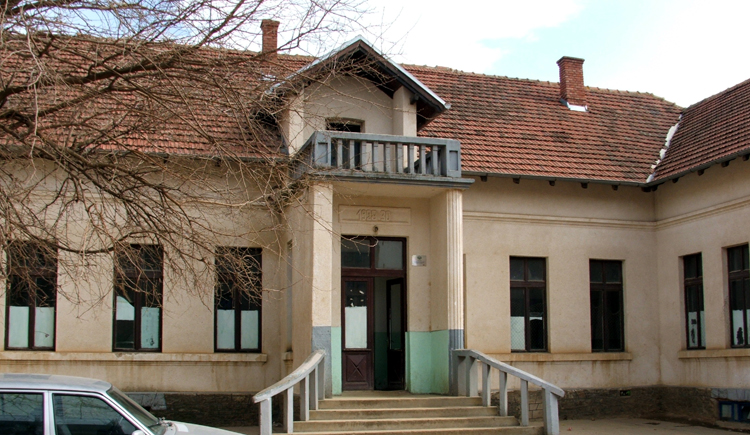
A Jeronim de Rada iskola

## Fordítás
Ez a szócikk részben vagy egészben  az   Uroševac című angol Wikipédia-szócikk ezen változatának fordításán alapul.  Az eredeti cikk szerkesztőit annak laptörténete sorolja fel. Ez a jelzés csupán a megfogalmazás eredetét és a szerzői jogokat jelzi, nem szolgál a cikkben szereplő információk forrásmegjelöléseként.